# Троцький Микола
Мико́ла Тро́цький (1883, Луцьк — 1971, Женева, Швейцарія) — український журналіст і публіцист (псевдо М. Данько, М. Брадович, Микола Другий, М. Д., М. Славгородський).

## Біографія
Член РУП-УСДРП; переслідуваний російською владою, переїхав 1909 за кордон.
1914—1918 — у Відні, член Союзу Визволення України та співробітник його друкованих органів: «Вістника СВУ», «Ukrainische Nachrichten»; видавав «Вістник політики, літератури й життя».
1918—1922 — секретар посольства УНР у Відні, співробітник численних українських (серед ін. «Діла») і чужомовних газет.
1931 — редактор німецького місячника «Die Völkerbrücke».
Згодом у Женеві (Швейцарія) співробітник Українського Інформаційного Бюро.
З 1950-х років — співробітник щоденника «Америка», «Вісника ООЧСУ», «Шляху Перемоги» та ін.
Низка публіцистичних праць, серед ін.: «Як прийшло в Росії до революції» і «Литовці» (1917); «Die Nation in Sowjetketten» (1932), «Чужиною» (1947), «Der Staat ohne Nation» (1952), «Ідея і чин» (1958); повість «На Москву» (1951).

## Твори
- Die politischen Motive in Schewtschenkos Dichtungen // Ukrainische Rundschau. Nr. 3-4 (1914). S. 129—139.
- Taras Schewtschenko und sein Volk // Ukrainische Nachrichten. Nr. 25 (1915).
- Die Wiedereroberung Galiziens und die ukrainische Frage // Ukrainische Nachrichten. Nr. 38 (1915).
- Das russische Fluchtlingselend // Ukrainische Nachrichten. Nr. 52 (1915).
- Загранична та внутрішня політика Росії // Вістник СВУ. Ч. 95-96 (1916). С. 289
- Росія та її невтральні сусідки // Там само. Ч. 99. С. 335—336.
- Початок протверезїння Росії // Там само. Ч. 100. С. 347.
- По десятьох роках російської конституції // Там само. Ч. 101. С. 372—373.
- В думі й поза нею // Там само. Ч. 103. С. 400—401.
- Як прийшло в Росії до революції. Відень: накладом Союза Визволення України, 1917.
- Литовці. Відень: накладом Союза Визволення України, 1917.
- Die ukrainische national-politische Bewegung. Wien: Verlag des Bundes zur Befreiung der Ukraina, 1917.
- Самостійна Україна // Вістник політики, літератури й життя. Ч. 11. С. 154—155.
- Одна нація — одна церква (1930).
- Die Nation in Sowjetketten. Wien: Gerold, 1932. (як М. Данько)
- Ідея і чин (1932).
- СССР — в'язниця народів. Прага: Пробоем, 1942 (перевидання — Буенос-Айрес: Перемога, 1947).
- Чужиною (1947).
- На Москву (1951).
- Der Staat ohne Nation (1952).
- СССР і Ліґа Націй // Діло, 1938
- Женевські турботи // Діло, 1938